# Theropithecus
Genre
Theropithecus est un genre de primates simiiformes de la famille des Cercopithecidae. Il ne compte plus qu'une seule espèce vivante, le gélada (Theropithecus gelada).

## Liste des espèces
- Theropithecus gelada
- † Theropithecus oswaldi
- † Theropithecus brumpti
- † Theropithecus darti